# 피칼릴리

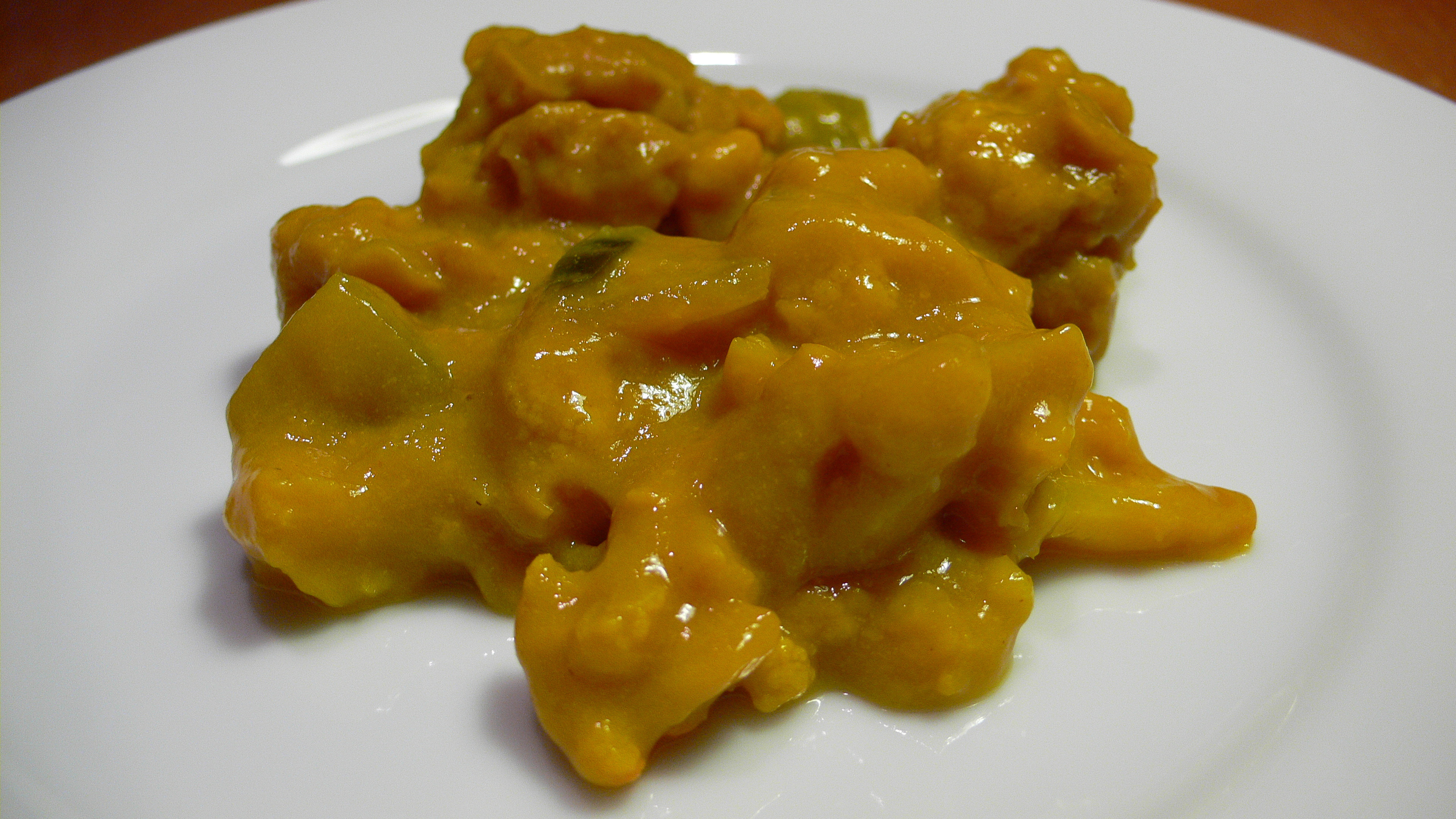
머스타드 피카릴리

피칼릴리(영어: piccalilli 피컬릴리[*])는 인도의 향신료가 든 채소 절임이다.